# Episodi di Younger (quarta stagione)
La quarta stagione della serie televisiva Younger, composta da 12 episodi, è stata trasmessa negli Stati Uniti dal 28 giugno al 13 settembre 2017 sul canale via cavo TV Land.
In Italia, la stagione è trasmessa dal 24 maggio al 28 giugno 2018 sul canale pay Fox Life.
| nº | Titolo originale            | Titolo italiano            | Prima TV USA      | Prima TV Italia |
| -- | --------------------------- | -------------------------- | ----------------- | --------------- |
| 1  | Post Truth                  | Dopo la rivelazione        | 28 giugno 2017    | 24 maggio 2018  |
| 2  | Gettin’ Hygge With It       | Trovare la via per l'Hygge | 5 luglio 2017     | 24 maggio 2018  |
| 3  | Forged in Fire              | Le cose importanti         | 12 luglio 2017    | 31 maggio 2018  |
| 4  | In the Pink                 | Ragazze in rosa            | 19 luglio 2017    | 31 maggio 2018  |
| 5  | The Gift of Maggie          | Il regalo di Maggie        | 26 luglio 2017    | 7 giugno 2018   |
| 6  | A Close Shave               | Il gioco di Kelsey         | 2 agosto 2017     | 7 giugno 2018   |
| 7  | Fever Pitch                 | Aspiranti scrittori        | 9 agosto 2017     | 14 giugno 2018  |
| 8  | The Gelato and the Pube     | Rivelazioni scottanti      | 16 agosto 2017    | 14 giugno 2018  |
| 9  | The Incident at Pound Ridge | Un incidente a Pound Ridge | 23 agosto 2017    | 21 giugno 2018  |
| 10 | A Novel Marriage            | Sogni e speranze           | 30 agosto 2017    | 21 giugno 2018  |
| 11 | It's Love, Actually         | È amore, solo amore        | 6 settembre 2017  | 28 giugno 2018  |
| 12 | Irish Goodbye               | Addio Irlanda              | 13 settembre 2017 | 28 giugno 2018  |